# Neoniphon marianus
Neoniphon marianus là một loài cá biển thuộc chi Neoniphon trong họ Cá sơn đá. Loài này được mô tả lần đầu tiên vào năm 1829.

## Từ nguyên
Tính từ định danh marianus bắt nguồn từ marian, tên thường gọi của loài cá này ở vùng Caribe với ý nghĩa là "một loại cá nhiều xương và ít thịt".

## Phạm vi phân bố và môi trường sống
Từ North Carolina (Hoa Kỳ), N. marianus được phân bố trải dài về phía nam đến Bahamas, vịnh México, và từ bán đảo Yucatán đến khắp vùng biển Caribe, gồm Antilles đến đảo Trinidad.
N. marianus thường được tìm thấy chủ yếu ở vùng nước khá sâu, thường sâu dưới 30 m.

## Mô tả
Chiều dài cơ thể lớn nhất được ghi nhận ở N. marianus là 22 cm. Thân màu đỏ hồng, ánh bạc với các hàng sọc vàng và đỏ dọc hai bên lườn. Vùng dưới đầu màu trắng bạc. Sau mắt có vạch màu xám bạc. Phần gai vây lưng có màu vàng cam, chóp gai trắng với một hàng đốm trắng gần sát gốc. Vây hậu môn và vây lưng mềm trong suốt. Vây đuôi có viền đỏ ở hai thùy. Gai hậu môn thứ ba dài và cứng, màu trắng.
Số gai ở vây lưng: 11; Số tia vây ở vây lưng: 12–14; Số gai ở vây hậu môn: 4; Số tia vây ở vây hậu môn: 9.

## Sinh thái học
Thức ăn của N. marianus chủ yếu là các loài động vật giáp xác, thường là tôm và cua.

## Thương mại
N. marianus là một loài ít có giá trị thương mại trong ngành ngư nghiệp, có thể được nuôi làm cá cảnh hoặc làm cá thực phẩm.